# Hirtenbek
Hirtenbek (auch Büschau, dänisch Hyrdebæk) ist ein Fließgewässer auf der Schleswigschen Geest im Norden Schleswig-Holsteins. 

## Verlauf und Namensgebung
Der Bach entspringt im Jalmer Moor, fließt von dort nach Südwesten durch das Gebiet der Gemeinde Langstedt, um nach wenigen km beim Waldgebiet Büschau in die Treene zu münden. In dessen Talniederung ist brach gefallenes Feuchtgrünland ausgebildet. Der Wasserlauf befindet sich in der Uggelharde in der Landschaft Luusangeln. 
Die Hirtenbek wurde erstmals im 18. Jh. schriftlich erwähnt. Der Name leitet sich vom Subst. Hirte (dän. Hyrde) ab. Die Bezeichnung Büschau ist schriftlich nicht belegt und wird als spätere Ellipse zum Waldnamen Büschau angesehen, die Bedeutung wäre entsprechend Au, die durch Büschau fließt.